# گنبد اوچ گنبدخان
گنبد سنگی اوچ گنبد خان مربوط به دوره صفوی است و در شهرستان بیجار، بخش کرانی، روستای اوچ گنبد خان واقع شده و این اثر در تاریخ ۱۹ اسفند ۱۳۸۰ با شمارهٔ ثبت ۵۰۸۲ به‌عنوان یکی از آثار ملی ایران به ثبت رسیده است.